# Каленич
Рынок Каленич (серб. Каленић пијаца) — городской район, а также зелёный рынок в центре Белграда (община Врачар) площадью 11,744 м2. Крупнейший в городе. Расположен в конце ул. Негошева в общине Врачар. Построен в 1926 году и находится на пересечении трёх улиц. Назван в честь благотворителя Влайко Каленича, который посмертно пожертвовал средства студентам и гуманитарным организациям. Открыт во второй половине дня.